# Буздяк
Буздя́к (рос. Буздяк, башк. Бүздәк) — село (в минулому селище), центр Буздяцького району Башкортостану, Росія. Адміністративний центр Буздяцької сільської ради.
Населення — 10323 особи (2010; 9733 у 2002).
Національний склад:
- татари — 64 %
- башкири — 28 %